# Fritz Kieffer
Pour les articles homonymes, voir Kieffer.
Fritz Kieffer (1854-1933) est un imprimeur et directeur de journal alsacien, francophile engagé, qui dirigea l'Imprimerie alsacienne et s'engagea activement dans la vie associative locale, notamment musicale. Grand collectionneur d'uniformes et d'armes, il publia de nombreuses planches de soldats français et créa un petit musée militaire à Strasbourg.
Fritz Kieffer est inhumé au cimetière Saint-Gall de Strasbourg (Koenigshoffen).

## Biographie
Frédéric Albert Kieffer est né Grand-rue à Strasbourg, le 25 octobre 1854, de Guillaume Kieffer et de Sophie Kieffer, née Zahn, dans un milieu populaire. Il a un frère, Adolphe. Son père est employé de mairie, garde national et porte-drapeau des sapeurs-pompiers.
Fritz Kieffer suit des études au Gymnase protestant. Auprès de son père, il se passionne pour l’armée et les uniformes pendant son enfance.
En 1870, âgé de 16 ans, durant le siège de Strasbourg par les troupes prussiennes, il participe à la lutte contre les incendies causés par les boulets allemands.
À la suite de la défaite de 1870, il bénéficie des avantages du volontariat d’un an, grâce auquel les jeunes gens favorisés échappent au service militaire de deux ans en Allemagne. Puis il est embauché comme employé aux écritures à la mairie.

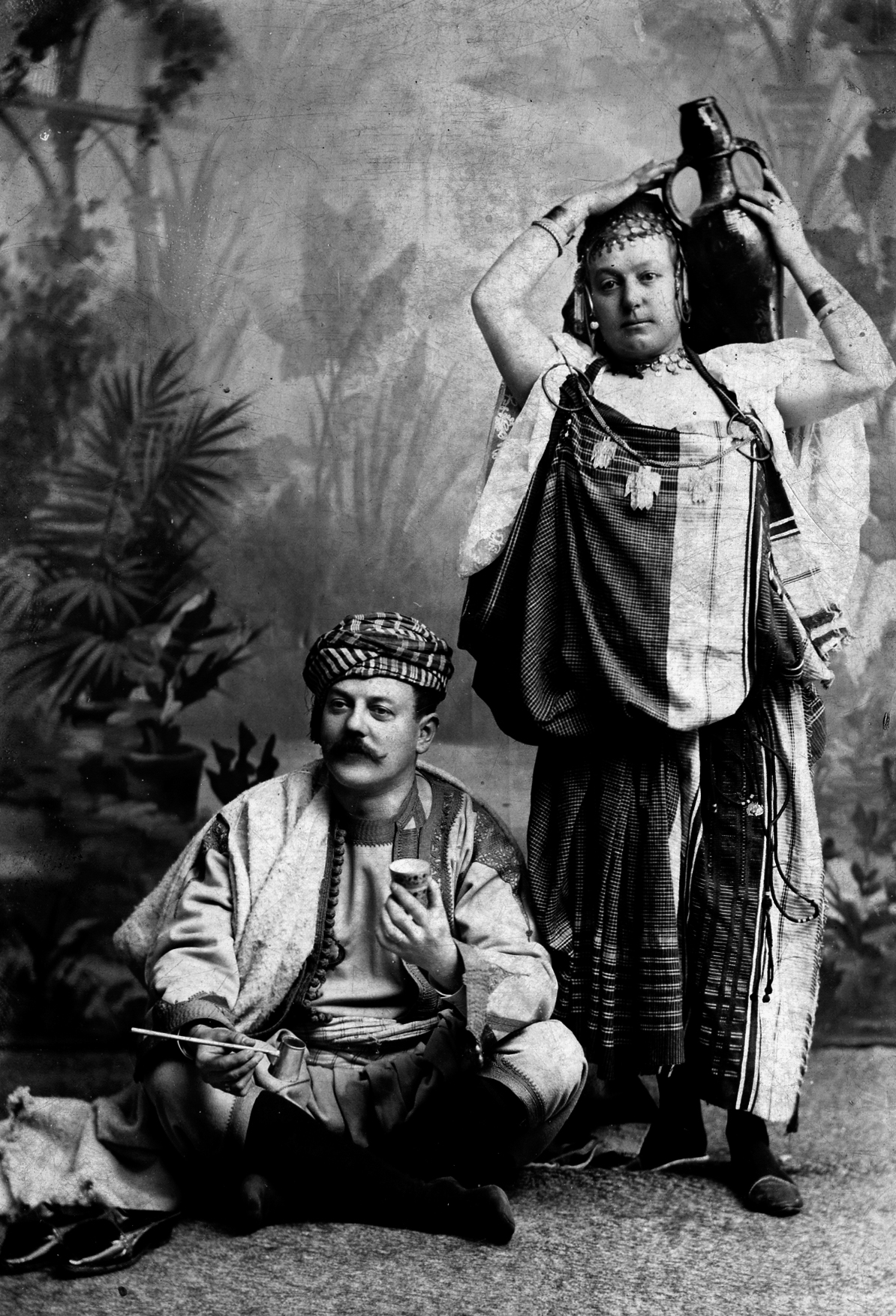
Fritz Kieffer et son épouse, Berthe Kieffer née Fischbach, à Tunis, posant en costumes orientaux. Date inconnue.

C’est alors un jeune homme vif, intelligent et gai qui chante à l’Union musicale. Avec ses camarades, il fonde une société de joyeux drilles, « La Caravane », qu’il anime, pour s’amuser et maintenir la culture francophone dans la ville annexée.
Il rencontre Berthe Fischbach, fille de Charles Fischbach, successeur du père Silbermann à la tête de l’Imprimerie alsacienne. À 24 ans, il épouse Berthe et entre dans l’imprimerie. À la mort de son beau-père en 1881, il prend la direction de la société avec son beau-frère, Gustave Fischbach, licencié en droit et auteur entre autres publications, d’un récit du Siège et bombardement de Strasbourg.
Une émulation s’établit entre les deux hommes qui incite Fritz Kieffer à combler ses lacunes littéraires en autodidacte.
Il effectue à cette époque plusieurs voyages en Europe, Asie et Afrique en compagnie de son épouse.
En 1897, son beau-frère et mentor Gustave Fischbach décède : Fritz Kieffer prend seul à la tête de l’Imprimerie alsacienne où il exprime un patriotisme alsacien francophile tout en ménageant les autorités allemandes. Il imprime et dirige le Journal d’Alsace et de Lorraine.
Son épouse décède en 1902.
Il devient le président actif de l’Union musicale après la démission de son ami Artzner. Il organise des dîners-opérettes (dits « de la Sainte-Cécile »), souvent en français, durant lesquels il nargue le pouvoir allemand qui ne se montre pourtant pas trop sévère à son endroit.
Il arbore une lavallière comme signe distinctif, noire ou à pois. Très actif, reçoit nombre d’intellectuels chez lui et, excellent orateur, fait entendre la voix de la France dans une région annexée.
Il est décoré de la légion d’honneur en et obtient d’autres décorations mais refuse l’Ordre de l’Aigle rouge prussien.
En 1914, le Journal d’Alsace Lorraine est supprimé par les autorités ; ses collaborateurs sont arrêtés, emprisonnés et expédiés en Allemagne. En 1915, à cause de sa francophilie, Fritz Kieffer est expulsé à Cassel puis à Oberweissbach (Thuringe). Un procès est mené contre lui à Berlin qui se termine par un non-lieu, peu avant l’armistice.

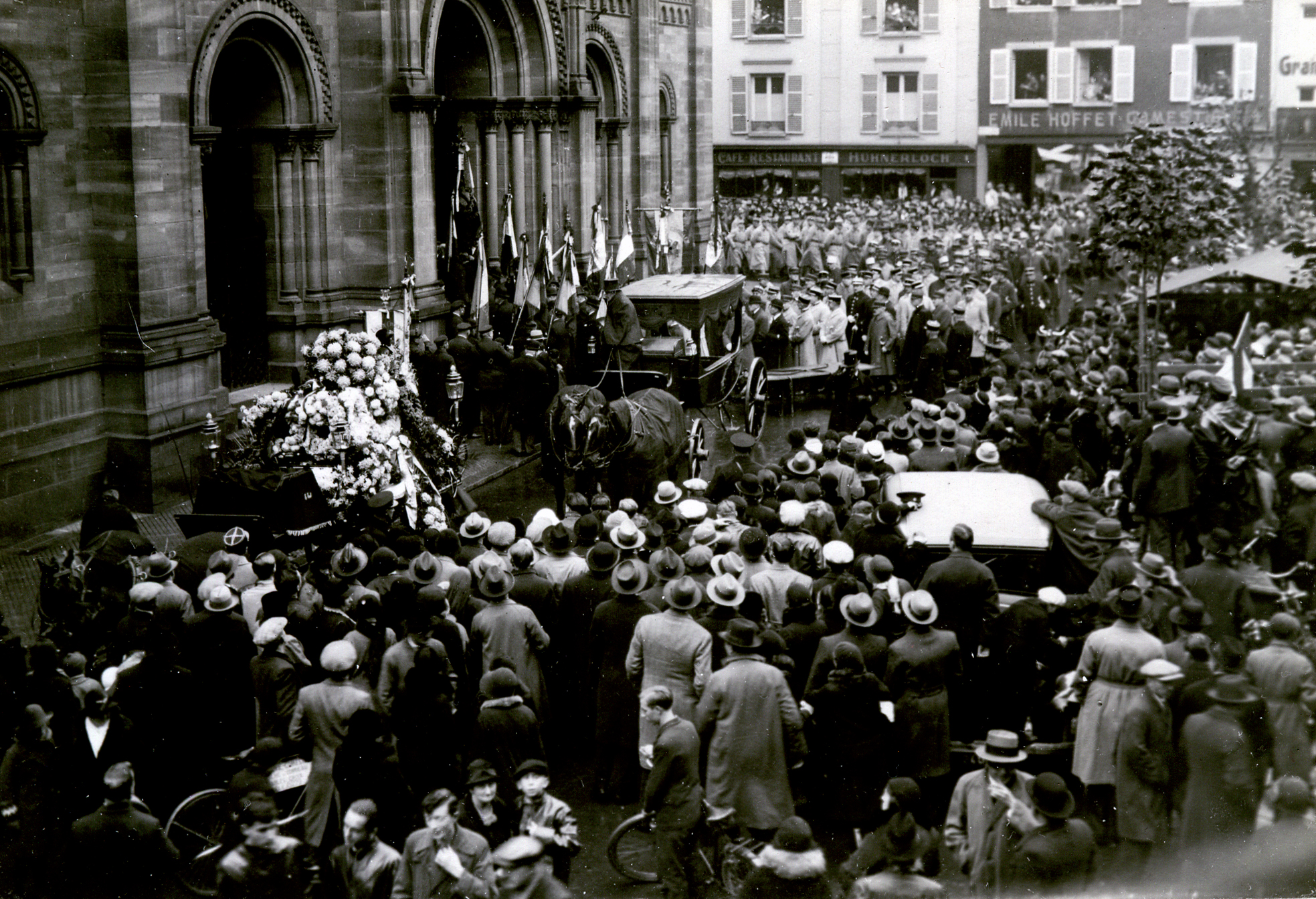
Obsèques de Fritz Kieffer, le 2 novembre 1933 au Temple-neuf, à Strasbourg.

Il rentre à Strasbourg pour diriger le Comité central de réception des troupes françaises pour leur entrée dans la ville, le 22 novembre ; cet événement constitue l’apogée de sa carrière. Par la suite, chaque 22 novembre, il organise une fête du souvenir – il appelle ces soirées bien animées la « Saint-Gouraud », du nom du général libérateur de Strasbourg, le général Gouraud.
Après la guerre, il devient un membre actif du Comité des fêtes de la ville de Strasbourg et de divers organismes de charité. Il tient salon et participe à la haute société strasbourgeoise. Il crée aussi un Musée militaire alsacien dans sa villa, au 1 allée de la Robertsau, où il expose sa collection d’uniformes militaires portés par des Alsaciens, commencée avec les uniformes de son propre père, et de petits soldats peints. À la fin de sa vie, il fait don à l’armée de ses collections qui intègrent le Musée historique.
En 1931, il est fait Commandeur de la Légion d’Honneur.
Il meurt à 80 ans le 29 octobre 1933 à 21h35, dans son appartement de l’allée de la Robertsau, après une courte maladie. L’itinéraire du cortège funèbre, très suivi par la foule, part de sa villa jusqu’au Temple-Neuf.
Il est ensuite incinéré.

## Décorations
Sans avoir occupé de fonction politique, Fritz Kieffer a œuvré à une forme de « diplomatie parallèle » pour promouvoir ses opinions, à travers articles, banquets, spectacles, œuvres de charité, salons… comme en témoignent les différentes décorations obtenues.
- Commandeur de la Légion d'honneur
- Titulaire de la Médaille de 1870
- Titulaire de la Médaille de la Fidélité Française, 4 étoiles
- Officier de l’Instruction publique
- Commandeur de l'ordre du Nichan Iftikhar (Tunisie)
- Commandeur du Nichan el Anouar (futur Djibouti)
- Officier de l’Étoile noire du Bénin
- Commandeur du Medjidié (Empire ottoman)
- Officier de l’Ordre de Léopold de Belgique
- Chevalier de l’Ordre de Saint Sava de Serbie
- Officier de l’Ordre de Bulgarie
- Médaille d’or de la Prévoyance sociale
- Médaille de bronze de la Mutualité

## Postérité
En 1934 sa collection d'uniformes et de petits soldats en carton peint a rejoint celles du Musée historique de Strasbourg. Un monument funéraire se trouve au cimetière Saint-Gall à Strasbourg Koenigshoffen.
Une rue de Strasbourg, qui relie la rue Jacques-Kablé à l'avenue Herrenschmidt en longeant le lycée Kléber, porte son nom.

## Citations
Lors de la réception du 22 novembre 1914, discours devant le général Gouraud, libérateur de Strasbourg : « le bleu d’un ciel d’automne radieux s’est allié au rouge et au blanc du pavillon alsacien pour n’en former plus désormais qu’une indissoluble et tricolore unité. » (cité par le Dr Ulrich)